# Racines K'Raïb
Albums de K-Reen
Himalaya
(16 avril 2012)
Racines K'Raïb est le cinquième album de K-Reen sorti le 6 avril 2015. Il est aussi le premier opus de la chanteuse à ne pas sortir sous son propre label, Astrad Music.
Le disque comprend les singles T'aimer encore en duo avec Rickwell, La Belle et le Chacal avec Lucksy, Follow, Tout et tout de suite, Je sais featuring Mainy Dog et Je Bégaie featuring Ami.

## Liste des chansons
1. Intro – 1:04
2. Je sais (feat. Mainy Dog) - 3:45
3. Doudou Vini (feat. Bana C4) - 3:21
4. Je bégaie (feat. Ami) - 3:56
5. Parce que - 4:12
6. Qu'allons-nous devenir ? - 4:33
7. Le Cœur en exil - 4:15
8. La Manière douce (feat. Warren) - 4:12
9. T'aimer encore (feat. Rockwell) - 4:03
10. La Belle et le Chacal (feat. Lucksy) - 4:37
11. Pas touche (feat. Swé) - 4:17
12. La Beauté intérieure (feat. Zinno G) - 3:56
13. Follow (feat. Jahyanaï King) - 4:16
14. My Choice (feat. Tilda) - 3:57
15. Tout et tout de suite - 4:51
16. Ne me laisse pas - 4:09

## Crédits
Il n'y a aucun crédit publié dans l'opus.